# Байер, Иоганн Вильгельм
Иоганн Вильгельм Байер (нем. Johann Wilhelm Baier; 16 ноября 1647, Нюрнберг — 19 октября 1695, Веймар) — немецкий богослов, представитель умеренно-ортодоксального направления лютеранского богословия.

## Биография
Иоганн Вильгельм Байер родился в семье купца. Окончил Альтдорфский университет. По окончании курса (в 1674 году) занял кафедру церковной истории в Йенском университете. В 1694 году перешёл в Университет Галле, который вскоре оставил из-за разногласий с коллегами, и в качестве главного придворного проповедника и генерал-суперинтендента поселился в Веймаре, где и умер год спустя. При значительной учёности он отличался крайне миролюбивым нравом и как профессор пользовался большим уважением.
Его сочинение «Компендиум положительного богословия» (лат. Compendium theologiae positivae; Йена, 1686) выдержало несколько изданий и в последний раз было издано в 1757 году с примечаниями Иоганна Петера Рейша. Впоследствии эта работа пользовалась большой популярностью в среде лютеран в американском штате Миссури.
Сыновья Байера — физик Иоганн Вильгельм Байер (1675—1729) и геолог Иоганн Якоб Байер (1677—1735).